# Pamponerus epirus
Pamponerus epirus là một loài ruồi trong họ Asilidae. Pamponerus epirus được Tomasovic miêu tả năm 2002. Loài này phân bố ở vùng Cổ Bắc giới.